# 日本紅娘魚
日本红娘鱼（学名：Lepidotrigla japonice）为鲂鮄科红娘鱼属的鱼类，俗名角鱼、长翅角、蜻蜓角，又稱日本角魚。分布于日本南部以及广东各海内等，属于热带及温带暖流区底层海鱼。该物种的模式产地在日本。

## 分布
日本以南、東海、南海、印尼及台灣等海域。

## 深度
水深20至70公尺。

## 特徵
大致與翼紅娘魚同，不同的是鋤骨有齒，吻突為細長的棘狀，胸鰭長，並延伸至第二背鰭中央下方。身體呈紅色，胸鰭內側面呈黃綠色而有藍綠，下半部有一橢圓形黑斑，外側有藍色波紋。體長約15至20公分。

## 生態
本魚棲息於沙泥質海底，以多毛類及端腳類為食。

## 經濟利用
大部分做為下雜魚或餌料。